# 薩曼區
薩曼區（西班牙語：Distrito de Samán），是秘魯的一個區，位於該國東南部普諾大區的阿桑加羅省，面積188.59平方公里，海拔高度3,830米，2005年人口12,938，人口密度每平方公里69人。